# Bazilika Navštívení Panny Marie ve Vartě
Bazilika Navštívení Panny Marie ve Vartě je katolický poutní chrám nad řekou Kladskou Nisou v polském městě Bardo (jeho dřívější název byl Varta, německy Wartha). Byl postaven v letech 1686–1704 za vlády opata Augustina Nedecka podle projektu Michaela Kleina. Od roku 2004 nese titul Metropolitní svatyně Matky Boží, Strážkyně Svaté víry a od roku 2009 menší bazilika. Chrám je známý zejména polychromovanou románskou dřevěnou plastikou tzv. Trůnící Madony (je vysoká 43 cm a pochází z 12. století).

## Historie
Od roku 1230 patřil kostel ve Vartě augustiniánům z Kamience (dnešní Kamieniec Ząbkowicki), a od roku 1251 cisterciákům z Lubuše. Od 13. století se Varta stala centrem mariánského kultu. Během válek byla figurka převážena na bezpečná místa: Kłodzko a Kamieniec. 
Na začátku 20. století převzali péči o poutní místo němečtí redemptoristé. V roce 1945 museli předat klášter a svatyni polským spolubratrům. V současné době je v klášteře malé muzeum spojené s historií mariánského kultu ve Vartě, které obsahuje mimo jiné části zařízení opatského kostela v Lubuši a jeden z mála dochovaných obrazů barokního malíře Franze Heigla. Dne 4. července 2009 byl kostel povýšen do stavu menší baziliky a budova byla připojena ke Stezce barokního sakrálního umění Michaela Willmanna. 

## Architektura
Stavebně je zajímavý pozdně barokní chrám ve tvaru trojlodní baziliky s galerií bez transeptu. Na výzdobě chrámu pracovali H. Hartmann a M. Richter. Varhany vytvořil FJ Eberhardt. Vedle kostela byly postaveny klášterní budovy, které používali cisterciáci až do roku 1810. 
Součástí vybavení kostela jsou také barokní obrazy – dva obrazy Michaela Willmanna (Klanění tří králů, sv. Hedvika), jeden monumentální obraz z Willmannovy dílny Navštívení Panny Marie (pravděpodobně vytvořený M. Willmannem s velkou účastí syna Michaela Willmanna mladšího) a dva obrazy připsané v roce 2009 Bernardovi Krausemu, zv. „Malý Willmann“ (Vidění sv. Luidgardy a Vidění sv. Bernarda).

## Galerie

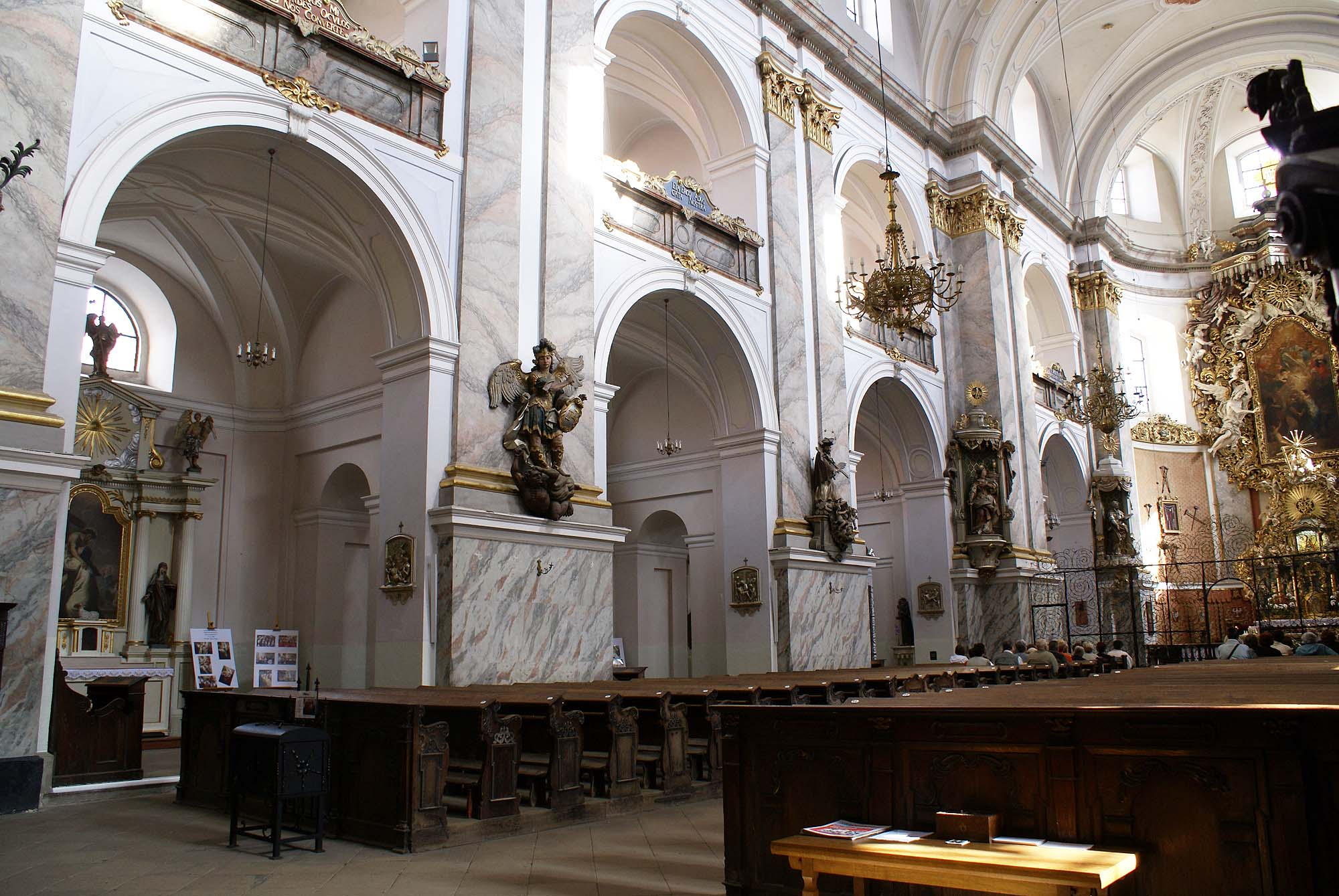
Interiér baziliky
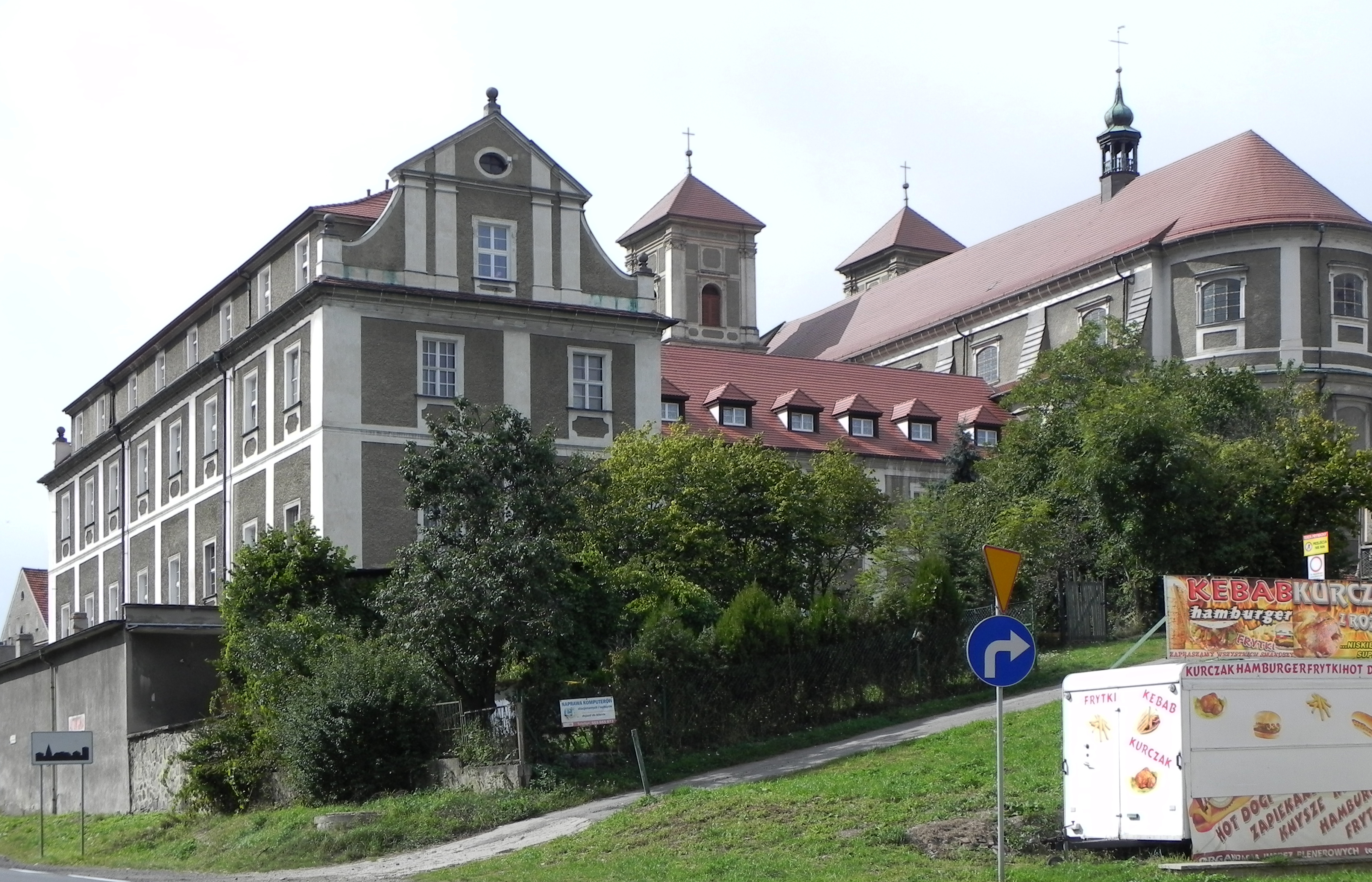
Bazilika s klášterními budovami
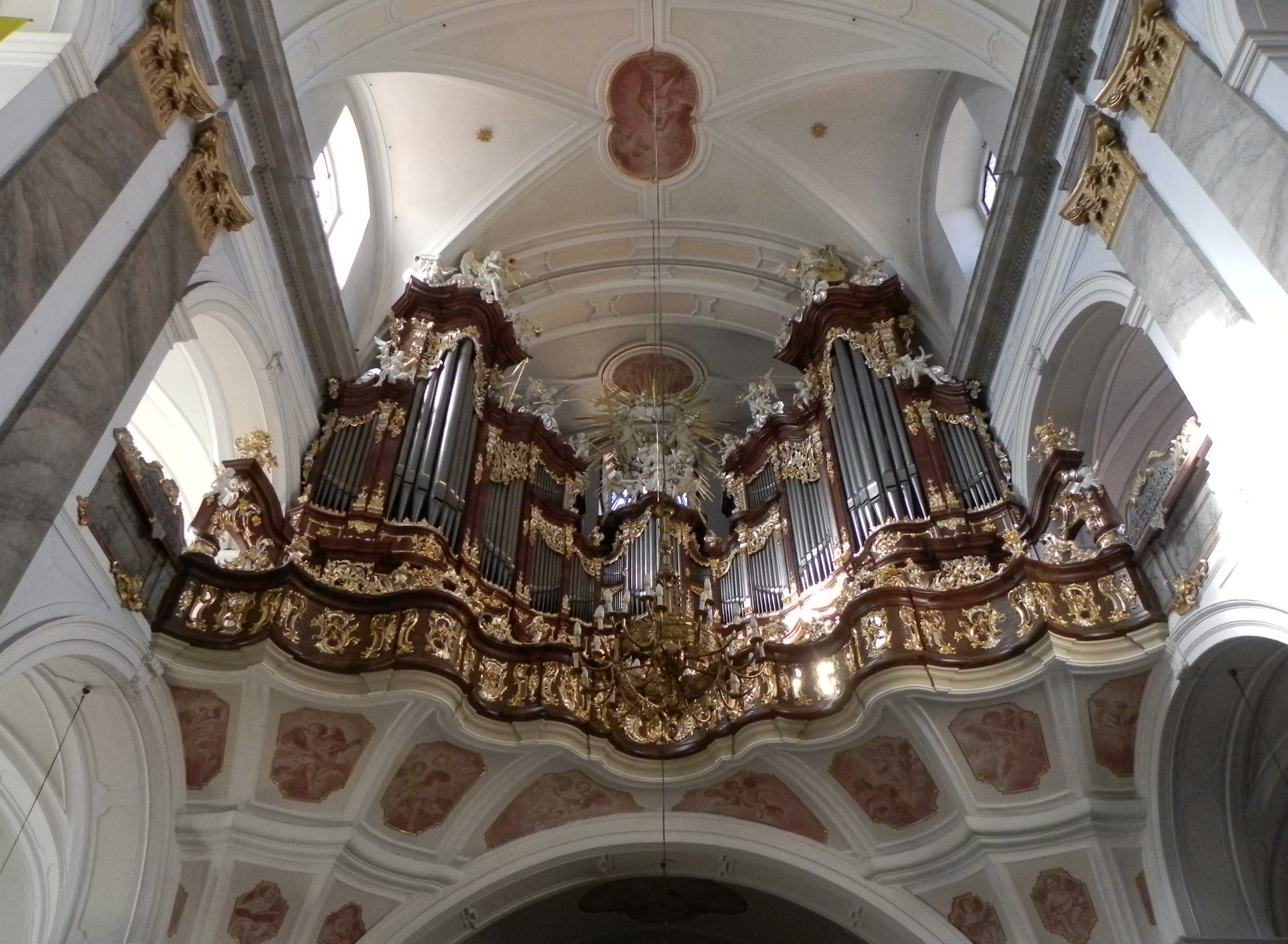
Varhany
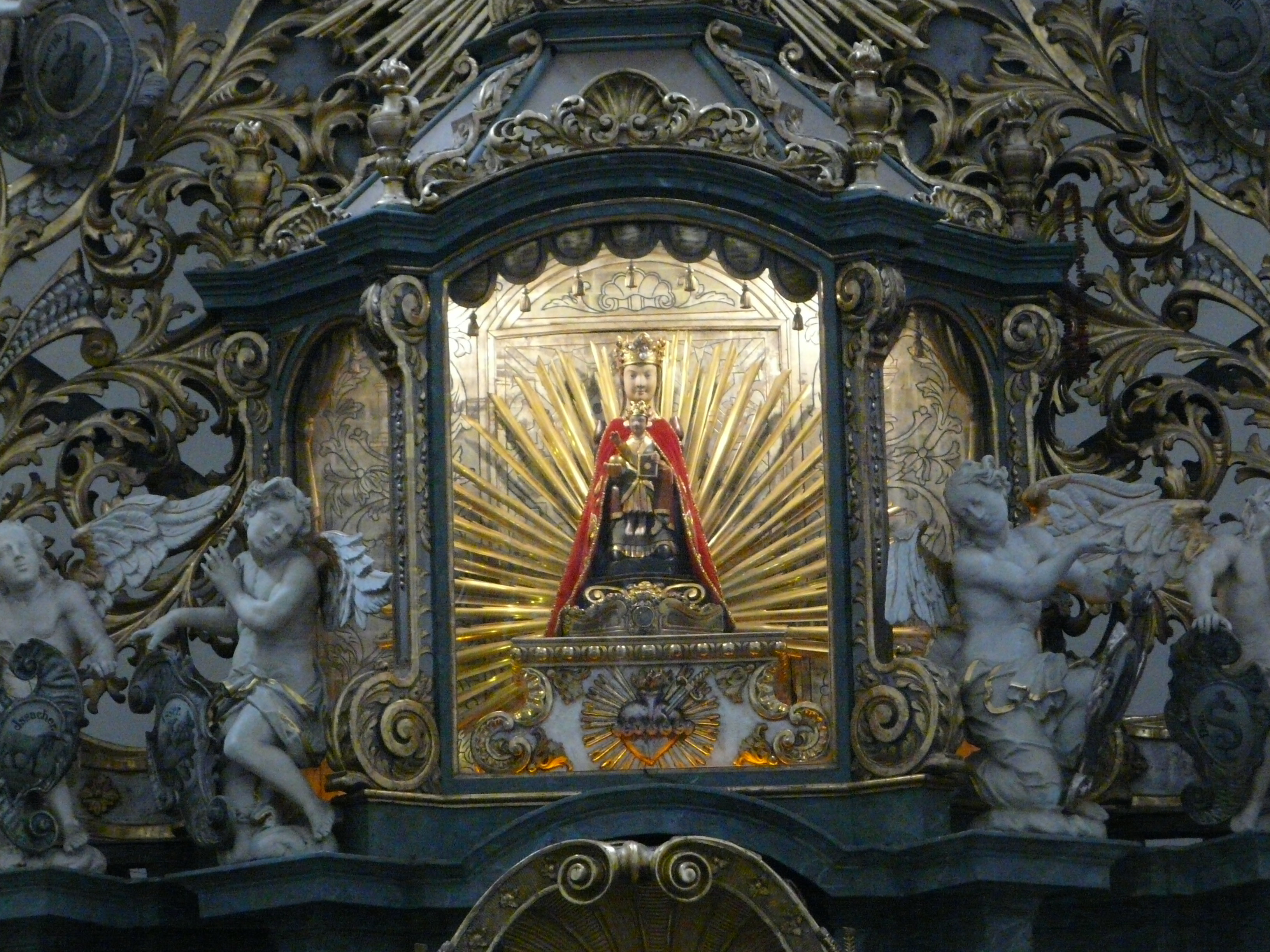
Románská soška Panny Marie s dítětem, tzv. Trůnící Madona